# Sévernoie (Kurgan)
|  | Per a altres significats, vegeu «Sévernoie». |

Sévernoie (en rus: Северное) és un poble de l'óblast de Kurgan, a Rússia, que en el cens del 2010 tenia 25 habitants. Pertany al districte de Ketovo.